# Octaaf (liturgie)
Een octaaf is in de Rooms-Katholieke Kerk een periode van acht dagen waarmee een hoogfeest kan worden gevierd. De eerste dag is de dag van het hoogfeest zelf, de achtste dag, een week na de feestdag zelf dus, is de octaafdag.
In het Westen nam gedurende de Middeleeuwen het vieren van een octaaf bij veel feesten toe. Bij sommige feesten van heiligen werd alleen de achtste dag gevierd. Na de vernieuwing van de Romeinse liturgie in 1969/1970 behielden alleen de hoogfeesten van Pasen en Kerstmis nog een octaaf. Het Paasoctaaf begint op Paaszondag, en eindigt op Beloken Pasen. Het kerstoctaaf begint op eerste kerstdag, en eindigt op 1 januari. Op de octaafdag van Kerstoctaaf (1 januari) vestigt de Kerk sinds het begin van de zevende eeuw in de Romeinse liturgie de aandacht op de Maagd Maria. In het Missaal van 1970 wordt deze dag genoemd: octaafdag van Kerstmis - Maria Moeder van God.
Plaatselijk worden echter ook octaven buiten de hoogfeesten gevierd. Zo kent men in Wittem (Limburg) ook nog het Gerardusoctaaf; de week van zondag tot zondag waarin de gedenkdag van Gerardus Majella (16 oktober) valt. Te Houthem viert men het Gerlachusoctaaf rond 5 januari. In Meerssen wordt rond Sacramentsdag het Sacramentsoctaaf gevierd.